# تشارلز هولم
تشارلز هولم (بالإنجليزية: Charles Hulme)‏ هو عالم نفس بريطاني، ولد في 12 أكتوبر 1953.